# فيكتور كويلو
فيكتور كويلو (بالإسبانية: Víctor Coello)‏ هو لاعب كرة قدم هندوراسي، ولد في 29 يوليو 1974 في Villanueva, Honduras ‏ في هندوراس. شارك مع منتخب هندوراس لكرة القدم. أما مع النوادي، فقد لعب مع نادي بلاتنسي ونادي ماراثون.

## وصلات خارجية
- فيكتور كويلو على موقع الاتحاد الدولي (مؤرشف)  (الإنجليزية)
- فيكتور كويلو على موقع قاعدة بيانات كرة القدم.إي يو (الإنجليزية)
- فيكتور كويلو على موقع ناشيونال فوتبول تيمز (الإنجليزية)